# Whiteout-Nunatakker
Die Whiteout-Nunatakker sind eine Gruppe von Nunatakkern im ostantarktischen Mac-Robertson-Land. Sie ragen 17 km nordöstlich des Summers Peak in den Stinear-Nunatakkern auf.
Ein Geologenteam der Australian National Antarctic Research Expeditions besuchte sie im Februar 1970. Die Wissenschaftler benannten es nach dem Wetterphänomen Whiteout, das ihnen hier begegnete.